# Günnigfeld
Günnigfeld ist ein Stadtteil Bochums. Er befindet sich im Norden der ehemaligen Stadt Wattenscheid, nun im Bezirk Wattenscheid, und grenzt an Gelsenkirchen und Herne.
Früher stand im Süden von Günnigfeld eine Schachtanlage der Zeche Hannover. Heute liegt hier die Grünanlage Kruppwald. Die Arbeiter wohnten in der „Kolonie Hannover“ mit den immer noch existenten Zechenhäusern. Zu finden sind sie in der Straßengruppe mit männlichen Vornamen.
Am 1. April 1926 wurde Günnigfeld durch das Gesetz über die Neuregelung der kommunalen Grenzen im rheinisch-westfälischen Industriebezirke nach Wattenscheid eingemeindet. Kleine Gebietsteile wechselten nach Gelsenkirchen und Wanne-Eickel.
Seit der Eingemeindung Wattenscheids am 1. Januar 1975 gehört Günnigfeld zu Bochum.
Die Fußballmannschaft des VfB Günnigfeld spielt seit der Saison 2014/15 in der Landesliga. Der Verein entstand im Jahre 2000 durch die Fusion von Union Günnigfeld mit der DJK Westfalia Günnigfeld. In Günnigfeld begann Willi Schulz seine Karriere als Fußballnationalspieler. Zudem spielten auch die Profifußballer Niko Bungert und Mike Terranova in Günnigfeld.
In Günnigfeld stehen die katholische Herz-Mariä-Kirche und die evangelische Christuskirche.

## Bevölkerung
Am 31. Dezember 2024 lebten 5.665 Einwohner in Günnigfeld.
Strukturdaten der Bevölkerung in Günnigfeld:
- Minderjährigenquote: 18,1 % [Bochumer Durchschnitt: 15,2 % (2024)]
- Altenquote (60 Jahre und älter): 27,7 % [Bochumer Durchschnitt: 29,3 % (2024)]
- Ausländeranteil: 21,7 % [Bochumer Durchschnitt: 17,0 % (2024)]
- Arbeitslosenquote: 11,1 % [Bochumer Durchschnitt: 8,9 % (2017)]